# Classe Oscar
La Classe Oscar è una classe di sottomarini lanciamissili da crociera nucleari (SSGN), di fabbricazione sovietica prima e russa poi, il cui nome in codice è divenuto, in Occidente, più noto dell'originale denominazione di progetto.
I battelli di questa classe possono essere suddivisi ulteriormente in due sotto-classi: gli esemplari appartenenti al Progetto 949 Granit (in cirillico: Проект 949 Гранит, nome in codice NATO: Oscar I) e quelli appartenenti al Progetto 949A Antej (in cirillico: Проект 949А Антей, nome in codice NATO: Oscar II) il quale costituisce una versione migliorata del precedente.
Costruiti presso il cantiere navale di Sevmaš di Severodvinsk in una quindicina di esemplari, due dei quali mai ultimati a causa della dissoluzione dell'Unione Sovietica, a questa classe appartengono il sottomarino K-141 Kursk, affondato a causa dell'esplosione di un siluro nel Mare di Barents nell'agosto 2000, ed il K-329 Belgorod.
A partire dal 2016 i sottomarini K-132 Irkutsk e K-442 Celjabinsk sono sottoposti a profondi lavori di ammodernamento con l'obiettivo di portarli ad un nuovo standard operativo chiamato 949AM.
Al 2021, sono 5 i sottomarini classe Oscar II in servizio attivo nelle flotte del Nord e del Pacifico della Marina militare russa.

## Sviluppo
Lo sviluppo di una terza generazione di sottomarini lanciamissili antinave, progettati per il contrasto alle grandi portaerei occidentali, venne intrapreso dall'ufficio tecnico Rubin, probabilmente già alla fine degli anni settanta. I lavori furono affidati alla direzione di P.P. Pustincev, che fu successivamente sostituito da I.L.Baranov.
Nel 1978, presso il cantiere navale Sevmash, di Severodvinsk, si iniziò la costruzione di un nuovo grande sottomarino, primo esemplare di quella che era nota in Unione Sovietica come Progetto 949 Granit. Il battello, chiamato K-525, entrò in servizio con la Flotta del Nord nel 1982, e ricevette il nome in codice NATO di Oscar. L'anno successivo, fu commissionato un secondo esemplare, il K-206.
Tuttavia, già nel 1982, venne impostato a Severodvinsk il primo esemplare del Progetto 9494A Antej, una versione ingrandita della nuova classe di sottomarini. In particolare, era stata aggiunta una sezione di una decina di metri, in modo da ospitare una serie di apparecchiature aventi lo scopo di aumentare la silenziosità dei battelli. Il nuovo sottomarino, con il nome di K-148, entrò in servizio nel 1986, seguito da altri dieci battelli (più altri rimasti incompleti). La nuova versione ricevette dall'intelligence occidentale il nome in codice NATO di Oscar II.
I tecnici russi pianificarono anche lo sviluppo di una quarta serie di sottomarini lanciamissili antinave, erede degli Oscar. Tuttavia, questa non ha avuto seguito.
Gli Oscar sono sempre stati circondati da una certa riservatezza. Infatti, oltre ad alcuni parametri tecnici, vi è anche confusione nella distinzione tra le varie unità, soprattutto per quanto riguarda i nomi e la cronologia degli esemplari varati. Complessivamente, sono entrati in servizio 13 Progetto 949 (2 Oscar I ed 11 Oscar II), ma lo status operativo di alcuni esemplari non è chiaro. Non si sa neanche quante fossero le unità preventivate, ma si parla genericamente di 15 battelli.
Nel 2011 è stato annunciato dal Ministero della Difesa russo un complesso programma di ammodernamento dei sottomarini del Progetto 949A che ha avuto inizio nel 2016 sui sottomarini Irkutsk e Celjabinsk i quali verranno portati allo standard 949AM. I vettori 949AM vedranno raddoppiato il proprio armamento: gli attuali 24 missili anti-nave P-700 Granit verranno infatti sostituiti da 48 missili di ultima generazione, nelle versioni Kalibr, Oniks e Zircon. Gli esemplari modernizzati riceveranno anche suite di combattimento Omnibus-M e nuovi sistemi di navigazione oltre a nuovi sistemi di controllo del fuoco, comunicazione, sonar, radar ed apparecchiature di intercettazione elettronica. Si ritiene che i 949AM saranno allo stesso livello tecnologico dei ben più moderni omologhi della Classe Yasen.

## Utilizzo

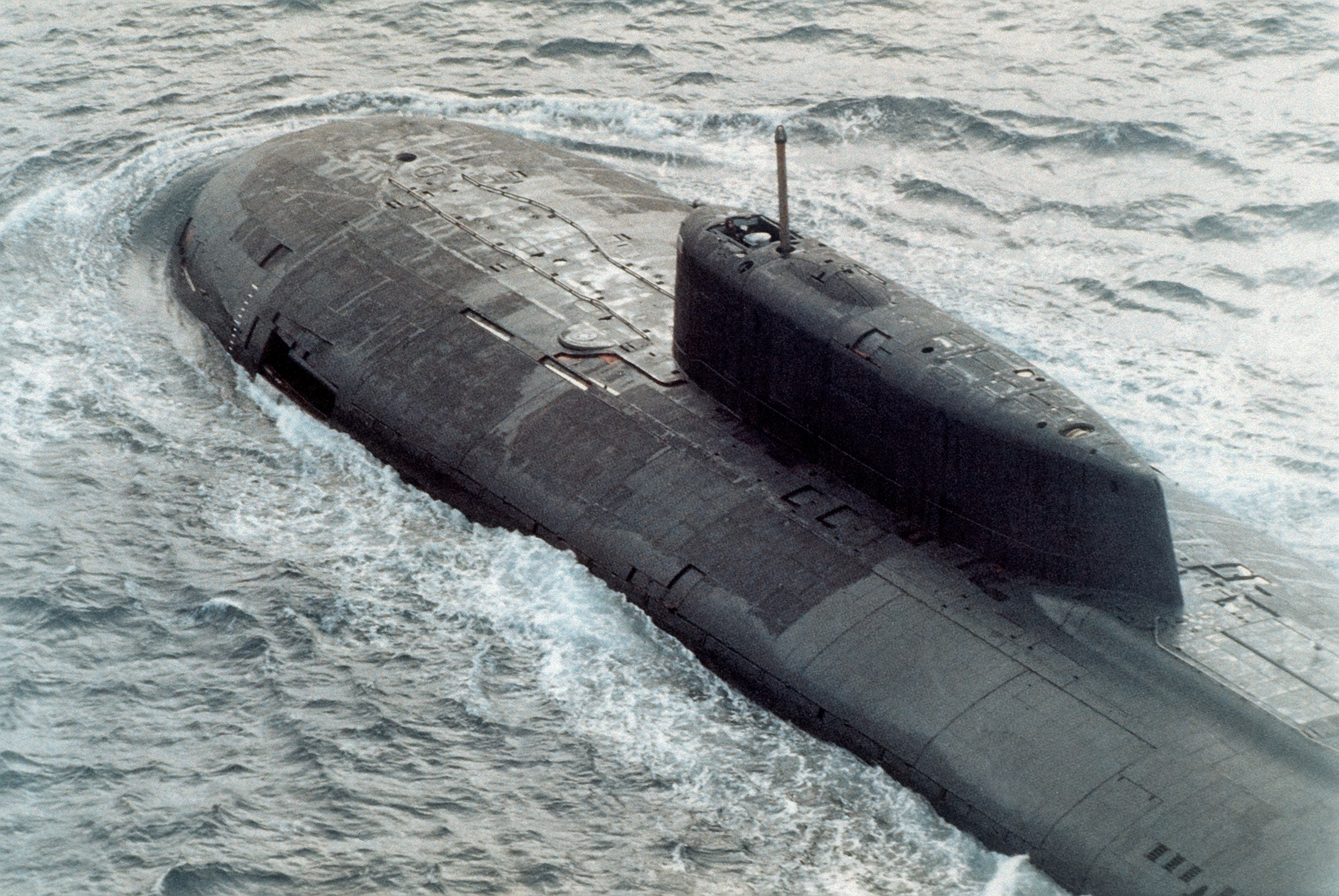
Vista di prua di un sottomarino classe Oscar

Gli Oscar, entrati in servizio nei primi anni ottanta, sono ancora oggi operativi con la marina russa. Progettati specificamente per il contrasto alle portaerei statunitensi, sono tra i sottomarini russi più grandi oggi in circolazione. Nonostante le dimensioni, hanno delle buone capacità nautiche, sia per quanto riguarda la manovrabilità, sia per la velocità (i due reattori consentono di superare i 30 nodi).

Tutti gli esemplari portano nomi di città della Federazione Russa.

Dopo il crollo dell'Unione Sovietica, le forze armate subirono un drastico ridimensionamento. La marina non sfuggì a questa situazione, anche se furono compiuti sforzi per limitare gli impatti dei tagli di budget. In particolare, per mantenere una buona capacità subacquea, si decise di ritirare dal servizio tutte le unità più vecchie e meno efficaci, e di puntare sui modelli migliori e più moderni. Per questa ragione, la costruzione degli Oscar continuò, tanto che circa un terzo degli esemplari complessivi sono entrati in servizio dopo il 1992, entro la prima metà dagli anni novanta. Questi mezzi hanno sempre avuto un'attività operativa piuttosto intensa.

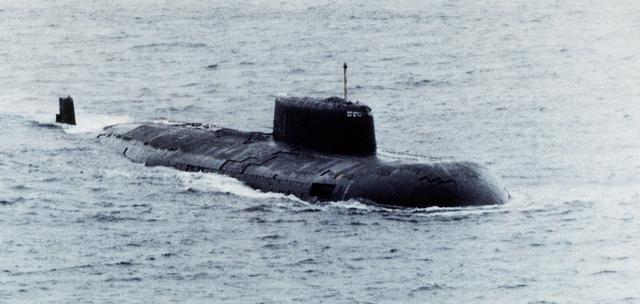
Il sottomarino classe Oscar Archangel’sk

## Unità della classe
| Nome                     | Impostazione           | Varo                   | Entrata in servizio    | Flotta                 | Disarmo                | Stato                  | Note                                                |
| Oscar I (Progetto 949)   | Oscar I (Progetto 949) | Oscar I (Progetto 949) | Oscar I (Progetto 949) | Oscar I (Progetto 949) | Oscar I (Progetto 949) | Oscar I (Progetto 949) | Oscar I (Progetto 949)                              |
| ------------------------ | ---------------------- | ---------------------- | ---------------------- | ---------------------- | ---------------------- | ---------------------- | --------------------------------------------------- |
| K- 525 Archangel'sk      | 25 luglio 1975         | 3 maggio 1980          | 30 dicembre 1980       | del Nord               | 1996                   | Fuori servizio         | Demolito a Sevmaš nel 2004                          |
| K-204 Murmansk           | 22 aprile 1979         | 10 dicembre 1982       | 30 novembre 1983       | del Nord               | 1998                   | Fuori servizio         | Demolito a Zvëzdočka nel 2004                       |
| Oscar II (Progetto 949A) |                        |                        |                        |                        |                        |                        |                                                     |
| K-148 Krasnodar          | 22 luglio 1982         | 3 marzo 1985           | 30 settembre 1986      | del Nord               | 1998                   | Fuori servizio         | Disattivato nel 1998, smaltito nel 2014             |
| K-173 Krasnojarsk        | 4 agosto 1983          | 27 marzo 1986          | 31 dicembre 1986       | del Pacifico           | 1999                   | Fuori servizio         | Disattivato nel 1999, smaltito nel 2016             |
| K-132 Irkutsk            | 8 maggio 1985          | 29 dicembre 1987       | 30 dicembre 1988       | del Pacifico           |                        | Attivo                 | In fase di ammodernamento (2022)                    |
| K-119 Voronež            | 25 febbraio 1986       | 16 dicembre 1988       | 29 dicembre 1989       | del Nord               | 2020                   | Fuori servizio         |                                                     |
| K-410 Smolensk           | 9 dicembre 1986        | 20 gennaio 1990        | 22 dicembre 1990       | del Nord               |                        | Attivo                 | Riparato nel 2014                                   |
| K-442 Čeljabinsk         | 21 maggio 1987         | 18 giugno 1990         | 28 dicembre 1990       | del Nord               |                        | Attivo                 | In fase di ammodernamento (2023)                    |
| K-456 Tver               | 9 febbraio 1988        | 28 giugno 1991         | 18 agosto 1992         | del Pacifico           |                        | Attivo                 | Riparato nel 2002                                   |
| K-266 Orël               | 19 gennaio 1989        | 22 maggio 1992         | 30 dicembre 1992       | del Nord               |                        | Attivo                 | Convertito 949AM nel 2017                           |
| K-186 Omsk               | 13 luglio 1989         | 10 maggio 1993         | 15 dicembre 1993       | del Pacifico           |                        | Attivo                 | Riparato nel 2019                                   |
| K-141 Kursk              | 22 marzo 1990          | 16 maggio 1994         | 20 gennaio 1995        | del Nord               | 2000                   | Fuori servizio         | Affondato nel Mare di Barents il 12 agosto del 2000 |
| K-150 Tomsk              | 27 agosto 1991         | 20 luglio 1996         | 30 dicembre 1996       | del Nord               |                        | Attivo                 | Riparato nel 2014                                   |
| K-329 Belgorod           | 24 luglio 1992         | 23 aprile 2019         | 28 aprile 2022         | -                      |                        | Prove in mare          | Re-impostato nel 2012 come vettore per usi speciali |
| K-145 Volgograd          | 2 settembre 1993       | -                      | -                      | -                      | -                      | Cancellato             |                                                     |
| Barnaul                  | -                      | -                      | -                      | -                      | -                      | Cancellato             |                                                     |